# Минеев, Василий Григорьевич
Василий Григорьевич Минеев (25 апреля 1931, хутор Какичев, Белокалитвинский район, Ростовская область, РСФСР — 1 сентября 2016, Москва, Российская Федерация) — советский и российский ученый-агрохимик, доктор сельскохозяйственных наук, профессор, академик ВАСХНИЛ (1985), РАСХН и РАН. Лауреат Государственной премии РФ в области науки и техники (2001 ), лауреат премии имени Д. Н. Прянишникова (2014). Заслуженный деятель науки РФ (1997), заслуженный профессор Московского университета. 

## Биография
По окончании 7 классов поступил в Лабинский сельскохозяйственный техникум, после окончания которого был принят в Азово-Черноморский СХИ, который окончил с отличием.
В 1954 году поступил в аспирантуру Воронежского сельскохозяйственного института (СХИ). До 1972 года вся его научная, педагогическая и организационная деятельность была связана с этим институтом.
В 1958 году (в возрасте 27 лет) был назначен директором опытной станции Воронежского СХИ.
В 1964 году в Воронежском СХИ был открыт факультет агрохимии и почвоведения, который он возглавил. В 33 года он — декан факультета, через 4 года — проректор по научной работе Воронежского СХИ имени К.Д. Глинки.
В 1968 году защитил докторскую диссертацию: «Системы удобрения озимой пшеницы в Центрально-чернозёмной зоне». В 1969 году ему было присвоено учёное звание профессора.
С 1972 года работал во Всесоюзном институте удобрений и агропочвоведения имени Д.Н. Прянишникова (ВИУА) на должности заместителя директора и руководителя отдела географической сети опытов с удобрениями, а с 1974 по 1986 годы — директор ВИУА. 
С 1978 года по совместительству являлся профессором кафедры агрохимии, а с мая 1979 года и до конца жизни — заведующий кафедрой агрохимии и биохимии растений факультета почвоведения МГУ имени М.В. Ломоносова.
В 1985 году был избран академиком ВАСХНИЛ. С 1985 по 1988 годы — вице-президент ВАСХНИЛ, председатель Президиума отделения ВАСХНИЛ по Нечернозёмной зоне РСФСР.
С 2013 года (после реформы ведущих российских академий) — академик РАН.
Похоронен на Хованском кладбище Москвы.

### Научная и общественная деятельность
Создатель крупной научной школы в агрохимии, под его руководством защищено более 60 кандидатских и 27 докторских диссертации, был почетным доктором и профессором Белорусской, Брянской, Кубанской и Азербайджанской сельскохозяйственных академий.
Автор более 500 научных работ, в том числе 30 монографий, большое количество методических рекомендаций и практических разработок.
С 2006 по 2015 годы являлся президентом Содружества ученых агрохимиков и агроэкологов, созданного по инициативе ученых России, Казахстана, Беларуси и Украины в 2006 году.
Написал автобиографическую монографию «Тернистый путь к вершине науки», вышедшую в 2016 году.
Членство в научных организациях:
- представитель СССР в Совете уполномоченных стран СЭВ в Координационном научном центре по проблеме «Минеральные удобрения»;
- член Комитета по Государственным премиям в области науки и техники при Президенте Российской федерации;
- член Бюро отделения земледелия РАСХН;
- член Президиума общества почвоведов имени В.В. Докучаева и руководитель IV Комиссии по агрохимии и плодородию почв.
- с 1979 года — бессменно возглавлял в качестве председателя секцию агрохимии ВАСХНИЛ, а затем РАСХН.

## Награды
- Орден Трудового Красного Знамени
- Медаль ордена «За заслуги перед Отечеством II степени» (2005)[1]
- Государственная премия РФ в области науки и техники (2001) — за цикл работ «Функционально-экологические основы изучения, охраны, повышения плодородия почв и рационального использования почвенных ресурсов»
- Премия Совета Министров СССР
- Премия имени М.В. Ломоносова
- Премия имени Д. Н. Прянишникова (2014) — за серию работ «История и состояние агрохимии на рубеже XXI века» в трех книгах и монографию «Агрохимия в Московском университете»
- Почетное звание «Заслуженный деятель науки РФ» (1997)

## Основные труды
- Панников В. Д., Минеев В. Г. Почвы, климат, удобрения и урожай. — М.: Колос, 1977. — 416 с.
- Панников В. Д., Минеев В. Г. Почвы, климат, удобрения и урожай. — 2-е изд., перераб. и доп. — М.: Агропромиздат, 1987. — 512 с.
- Минеев В. Г., Ремпе Е. Х. Агрохимия, биология и экология почвы. — М.: Росагропромиздат, 1990. — 208 с. — ISBN 5-260-00505-8.